# Mausohrjagdgebiet Lindhoop
Das Mausohrjagdgebiet Lindhoop ist ein Naturschutzgebiet in der niedersächsischen Gemeinde Kirchlinteln im Landkreis Verden.

## Allgemeines
Das Naturschutzgebiet mit dem Kennzeichen NSG LÜ 337 ist rund 32 Hektar groß. Es ist deckungsgleich mit dem 31,76 Hektar großen FFH-Gebiet „Mausohr-Jagdgebiet Lindhoop“. Das Gebiet steht seit dem 1. Dezember 2018 unter Naturschutz. Zuständige untere Naturschutzbehörde ist der Landkreis Verden.

## Beschreibung
Das Naturschutzgebiet liegt östlich von Verden (Aller). Es stellt einen strukturreichen und naturnahen Hainsimsen-Buchenwald auf einem historisch alten Waldstandort unter Schutz. Der Wald verfügt nur teilweise über einen hohen Anteil an Alt- und Totholz mit Höhlenbäumen. Er ist Lebensraum und Jagdbiotop der Fledermausarten Großes Mausohr, Große Bartfledermaus, Großer Abendsegler, Rauhautfledermaus, Fransenfledermaus, Wasserfledermaus und Zwergfledermaus. Besondere Bedeutung hat er dabei als Jagdrevier für das Große Mausohr mit einer individuenreichen Wochenstubenkolonie in der nahegelegenen Kirche in Kirchlinteln. Weiterhin ist das Naturschutzgebiet durch seinen hohen Anteil an Alt- und Totholz wichtiger Lebensraum von totholzbewohnenden Käferarten.
Das Naturschutzgebiet grenzt im Norden an die Landesstraße 171. Im Osten grenzt es direkt an die Ortslage von Kirchlinteln. Durch das Naturschutzgebiet verlaufen mehrere Forstwege, die auch als Wanderwege genutzt werden können.